# 송유인
송유인(宋有仁, ? ∼1179년 명종(明宗) 9)은 고려시대(高麗時代)의 무신(武臣)으로, 정중부(鄭仲夫)의 사위이자, 정균(鄭筠)의 매부이다. 아버지가 인종(仁宗) 때 큰 공을 세운 덕분에 음서로 무신이 된 인물이다. 1179년 경대승(慶大升)에 의하여, 장인 정중부(鄭仲夫)와 그의 아들이자 송유인의 처남인 정균(鄭筠)과 함께 제거되었다.

## 가계
- 아버지 : 송씨(宋氏)
- 어머니 : 미상
  - 부인 : 해주 정씨(海州 鄭氏)
  - 초배 : 미상
  - 처남 : 정균(鄭筠, ? ~1179)
- 장인 : 정중부(鄭仲夫, 1106~1179)
- 장모 : 미상

## 대중 문화
영상 매체에서 송유인을 연기한 배우는 다음과 같다.
- 김진태: 《무인시대》(KBS 드라마, 2003년~2004년)